# Microcoelia smithii
Microcoelia smithii är en orkidéart som först beskrevs av Robert Allen Rolfe, och fick sitt nu gällande namn av Victor Samuel Summerhayes. Microcoelia smithii ingår i släktet Microcoelia och familjen orkidéer. Inga underarter finns listade i Catalogue of Life.